# Can Savalls (Corçà)
Can Savall o Can Savalls és una masia fortificada al veïnat de Planils al municipi de Corçà, a la comarca catalana del Baix Empordà. Està declarada com a bé cultural d'interès nacional. Aquest casal a mitjans del segle XX es trobava en estat de ruïna però l'any 1989 es van fer unes obres de restauració i reconstrucció. L'origen del nom del mas es relaciona amb el fet que fou adquirit a principis del segle xix per Joan Savalls i Barella i Joaquima Savalls i Massot, pares del militar carlí empordanès Francesc Savalls i Massot.
És un casal de planta rectangular amb una torre a banda i banda. Està construït en pedra volcànica sense escairar. El cos central té teulada a dues aigües amb el carener paral·lel a la façana principal. A la planta baixa s'obre un gran arc rebaixat. Al primer pis hi ha tres finestres i al segon una, totes elles amb la llinda i els brancals formats per grans carreus de pedra. Una de les torres és de planta baixa i dos pisos amb la teulada a dues aigües que segueix el mateix sentit que la del cos central; una fina cornisa separa les dues plantes superiors. L'altra torre està formada per planta baixa i tres pisos i està coronada per merlets; al primer pis s'obre una finestra coronella amb dos arcs trevolats i als dos pisos superiors s'obren dues finestres per nivell amb arc trevolat. També s'obren petites espitlleres.